# Atomflot
Atomflot è la base di servizio dei rompighiaccio a propulsione nucleare della Russia. Situata ad un paio di km dalla periferia di Murmansk, si estende su un'area di oltre 17 ettari. Fino al 1988 la località era chiamata Base 92 (probabilmente dal numero atomico dell'uranio), ed era una suddivisione strutturale della Murmansk Shipping Company. Dopo la privatizzazione di questa, è rimasta una proprietà federale, sotto il controllo del Ministero dei Trasporti.

## Storia
Il nome di Base 92 apparve per la prima volta negli anni 60 e pare derivi dal nome del numero atomico dell'uranio. Già all'epoca erano presenti moli ed edifici in legno, oltre che ad alcune attrezzature per i reattori dei rompighiaccio. Il servizio operativo della base iniziò nel 1960 con l'arrivo del rompighiaccio Lenin, ma il vero sviluppo iniziò a partire dal 1970, quando si decise di costruire nuovi rompighiaccio atomici. La costruzione di nuove strutture iniziò poco tempo dopo, ed i primi edifici divennero operativi a partire dal 1981. Questi comprendevano locali per la manutenzione dei reattori nucleari, ma anche moli e depositi di stoccaggio per le scorie. In seguito, vennero costituite anche installazioni per il trattamento delle acque radioattive, nuovi moli, un dipartimento antincendio, uffici amministrativi ed altro. Era prevista anche la costruzione di un nuovo deposito di stoccaggio, ma i lavori furono bloccati nel 1987. Nel 1995 Atomflot ricevette un bacino galleggiante, che doveva servire, tra le altre cose, alla ricostruzione dei rompighiaccio e delle navi di servizio. Ovviamente, questo non è avvenuto a causa della mancanza di finanziamenti.
Questa località è collegata alla città di Murmansk grazie ad una ferrovia.

## Attività svolte
Atomflot oggi è la principale base dei rompighiaccio a propulsione nucleare. Di conseguenza, è attrezzata per la manutenzione di queste unità. Le attività principali sono:
- riparazione e manutenzione di navi a propulsione nucleare;
- trattamento di scorie nucleari per il trasporto via treno;
- ricarica reattori;
- sbarco ed imbarco di combustibile nucleare dalla nave di servizio Imandra;
- ricevere, processare e temporaneamente stoccare scorie radioattive.

Gran parte del lavoro riguardante le scorie nucleari è fatto in appositi locali, mentre l'assistenza dello scafo dei rompighiaccio è effettuato nei bacini di carenaggio di Murmansk. La manutenzione della nave cargo Sevmorput è invece svolta presso il cantiere navale di Roslyakovo, a pochi chilometri da Murmansk, che è di proprietà del Ministero della Difesa.
Grazie al bacino galleggiante ricevuto nel 1995, inoltre, è stato possibile procedere allo smantellamento di alcune unità.
Inoltre, ad Atomflot sono anche presenti le unità di servizio per il supporto alla flotta atomica.

## Strutture presenti
La base di Atomflot è ben attrezzata per le operazioni di revisione e supporto alle navi atomiche civili. Sono infatti presenti:
- un complesso per il mantenimento e la revisione delle navi;

- un complesso speciale per la manutenzione dei reattori nucleari;

- un deposito da 400 metri cubi per scorie radioattive solide, con un impianto per processare quelle infiammabili;

- un deposito da 216 celle per lo stoccaggio delle scorie più pericolose;

- un deposito per le parti meccaniche più delicate e complesse;

- un deposito contenente parti di reattori;

- un impianto per il trattamento di scorie radioattive liquide, munito di due cisterne galleggianti per lo stoccaggio temporaneo;
- una banchina galleggiante.

Nel complesso sono presenti anche alcuni laboratori (in particolare, per la protezione ambientale), un centro di controllo per monitorare la diffusione delle radiazioni nell'ambiente e l'assorbimento delle stesse da parte dei marinai imbarcati sulle unità atomiche (ed eventualmente curarli), unità per il trasporto, il riscaldamento ed il dipartimento antincendio. Inoltre, per favorire le operazioni di caricamento e scaricamento, ci sono banchine con tre gru (di cui una da 100 tonnellate).